# Фридрих Генрих Ангальт-Дессауский
Принц Фридрих Генрих Евгений Ангальт-Дессауский (нем. Friedrich Heinrich Eugen von Anhalt-Dessau; 27 декабря 1705, Дессау — 2 марта 1781, Дессау) — саксонский генерал-фельдмаршал.

## Биография
Принц Фридрих был четвёртым сыном Леопольда I, владетельного князя Ангальт-Дессау, и его жены, Анны Луизы Фёзе.
Принц Фридрих поступил на военную службу в прусскую армию в 1717 году в двенадцать лет в кирасирский полк, которым командовал его старший брат, Вильгельм Густав. В 17 лет Фридрих был произведён в майоры, в 20 лет — в подполковники. С 1732 по 1735 год принц Фридрих командовал 7-м драгунским полком в боях на Рейне ходе войны за Польское наследство. С 1735 года он возглавлял гусарский «корпус» (позднее переименованный в 1-й гусарский полк), а с 1737 года был командиром кирасирского полка. 7 сентября 1740 года король Пруссии Фридрих II произвёл его в генерал-майоры.
Во главе своих кирасир новоиспечённый генерал вступил весной 1740 года в Первую Силезскую войну против Австрии. Однако, в мае 1742 принц неудачно проявил себя в бою при Крановитце (где, в частности, попал в плен будущий известный прусский военачальник, генерал Зейдлиц), чем навлёк на себя резкую критику короля Фридриха II. С тех пор отношения короля и принца стали портиться, чему способствовал конфликт Фридриха с отцом Евгения, князем Леопольдом. Леопольд, прусский генерал-фельдмаршал, пользовался высочайшим авторитетом в армии, но в конфликте выступил на стороне своего сына. Дело, однако, кончилось тем, что принц Фридрих был уволен из прусской армии.
После этого, он сначала отправился в австрийскую армию, сражавшуюся на Рейне под началом Карла Лотарингского, но уже в июне 1746 года поступил на службу к Августу III, королю Польши и курфюрсту Саксонии, который в том же году наградил его польски орденом Белого Орла. Произведённый в генерал—лейтенанты саксонской армии, принц Фридрих в феврале 1749 года стал губернатором Виттенберга, а в 1752 году — начальником кирасирского полка «Шварцбург-Зондерсхаузен». В 1754 году он был произведён в генералы от кавалерии.
В начале Семилетней войны принц Фридрих попал в прусский плен при капитуляции саксонской армии в октябре 1756 года. Несмотря на это, значительно позже, в январе 1775 года он получил звание саксонского генерал-фельдмаршала. В войне за Баварское наследство он возглавлял союзный Пруссии саксонский корпус, подчинявшийся прусскому корпусному командиру, генералу Дубиславу фон Платену.
В управлении княжеством Ангальт-Дессау принц Фридрих никогда не участвовал.
Скончался он холостяком без потомства. Гробница фельдмаршала была возведена в княжеском парке Дессау.